# Чирки (Шестаковское сельское поселение)
Чирки — деревня в Слободском районе Кировской области в составе Шестаковского сельского поселения.

## География
Находится в северной части района на расстоянии менее 2 км на восток от села Лекма.

## История
Известна с 1747 года как деревня Обрамовская (позже Абрамовская) с населением 29 душ (мужского пола), в 1764 38 жителей. В 1873 году здесь (Абрамовская или Чирки) было учтено дворов 14 и жителей 91, в 1905 20 и 110, в 1926 28 и 159, в 1950 16 и 65, в 1989 проживало 22 жителя. 

## Население
Постоянное население  составляло 8 человек (русские 87%) в 2002 году, 7 в 2010.